# Халимонівська сільська рада
Халимо́нівська сільська́ ра́да — адміністративно-територіальна одиниця та орган місцевого самоврядування в Бахмацькому районі Чернігівської області. Адміністративний центр — село Халимонове.

## Населені пункти
Сільській раді підпорядковані населені пункти:
- с. Халимонове
- с. Глибоке
- с. Калинівка
- с. Мовчинів
- с. Петрівське

## Історія
Сільська рада створена у 1919 році.
Нинішня сільська рада є однією з 20-ти сільських рад Бахмацького району і одна з 16, яка складається бідьш ніж з одного населеного пункту.

## Загальні відомості
- Територія ради: 69,132 км²
- Населення ради: 1 299 осіб (станом на 1 січня 2012 року)

Кількість функціонуючих дворів — 521. Всього дворів — 698.

## Господарство
На території сільської ради розташоване сільськогосподарське підприємство — СТОВ ім. Ватутіна, два заклади освіти — Халимонівська ЗОШ І-ІІІ ст. та Халимонівський дошкільний навчальний заклад «Дзвіночок», три медичні заклади — фельдшерсько-акушерський пункт в с. Халимонове, фельдшерські пункти в с. Калинівка та с. Петрівське, один заклад культури — будинок культури в с. Халимонове, сільська бібліотека, відділення зв'язку. В селі розміщена залізнична зупинка «Хутір Халимонове».
Газифіковано населені пункти Халимонове, Мовчинів та Глибоке.

## Склад ради
Рада складається з 16 депутатів та голови.
- Голова ради: Євтушенко Олександр Миколайович
- Секретар ради: Халимон Світлана Андріївна

### Керівний склад попередніх скликань
| Прізвище, ім'я, по батькові     | Основні відомості                                                 | Дата обрання | Дата звільнення |
| ------------------------------- | ----------------------------------------------------------------- | ------------ | --------------- |
| Євтушенко Олександр Миколайович | Сільський голова, 1963 року народження, освіта вища, безпартійний | 26.03.2006   | 31.10.2010      |
| Євтушенко Олександр Миколайович | Сільський голова, 1963 року народження, освіта вища, безпартійний | 31.10.2010   |                 |

Примітка: таблиця складена за даними сайту Верховної Ради України

### Депутати
За результатами місцевих виборів 2010 року депутатами ради стали:

#### За суб'єктами висування
| Суб'єкт висування | Кількість обраних депутатів | %  |
| ----------------- | --------------------------- | -- |
| Самовисування     | 12                          | 75 |
| Партія регіонів   | 4                           | 25 |

#### За округами
| № округу        | Прізвище, ім'я, по батькові    | Дата визнання обраним | Освіта           | Партійна приналежність                        | Відомості про обраного депутата                                             |
| --------------- | ------------------------------ | --------------------- | ---------------- | --------------------------------------------- | --------------------------------------------------------------------------- |
| Партія регіонів |                                |                       |                  |                                               |                                                                             |
| 2               | Халимон Катерина Костянтинівна | 02.11.2010            | вища             | член Партії регіонів                          | Бахмацька загальноосвітня школа І-ІІІ ст. № 5, вчитель                      |
| 5               | Тітова Оксана Миколаївна       | 02.11.2010            | вища             | член Партії регіонів                          | ТОВ «СК-Агро», бухгалтер                                                    |
| 9               | Кириченко Микола Петрович      | 02.11.2010            | вища             | позапартійний                                 | Бахмацьке відділення ДАІ, старший державтоінспектор                         |
| 10              | Євтушенко Анатолій Іванович    | 02.11.2010            | вища             | позапартійний                                 | пенсіонер                                                                   |
| Самовисування   |                                |                       |                  |                                               |                                                                             |
| 1               | Халимон Тамара Іванівна        | 02.11.2010            | вища             | член Всеукраїнського об'єднання «Батьківщина» | Халимонівська сільська бібліотека, завідувачка бібліотеки                   |
| 3               | Халимон Світлана Андріївна     | 02.11.2010            | вища             | позапартійна                                  | Халимонівська сільська рада, секретар                                       |
| 4               | Пилипенко Наталія Борисівна    | 02.11.2010            | вища             | член Всеукраїнського об'єднання «Батьківщина» | Халимонівське відділення ТОВ «СК-Агро», директор                            |
| 6               | Доброріз Олексій Іванович      | 02.11.2010            | незакінчена вища | позапартійний                                 | СТОВ «ім. Ватутіна», енергетик                                              |
| 7               | Жигун Юрій Миколайович         | 02.11.2010            | вища             | позапартійний                                 | тимчасово не працює                                                         |
| 8               | Крапивна Світлана Миколаївна   | 02.11.2010            | вища             | позапартійна                                  | Халимонівська загальноосвітня школа І-ІІІ ст., заступник директора, вчитель |
| 11              | Халімон Марина Вікторівна      | 02.11.2010            | вища             | член Партії регіонів                          | пенсіонер                                                                   |
| 12              | Халимон Валентина Анатоліївна  | 02.11.2010            | незакінчена вища | позапартійна                                  | тимчасово не працює                                                         |
| 13              | Чуйко Олександр Петрович       | 02.11.2010            | вища             | позапартійний                                 | Конотопська дистанція електропостачання, електромеханік                     |
| 14              | Несук Ірина Вікторівна         | 02.11.2010            | вища             | позапартійна                                  | Калинівський фельдшерський пункт, фельдшер                                  |
| 15              | Гурин Олександр Васильович     | 02.11.2010            | вища             | позапартійний                                 | тимчасово не працює                                                         |
| 16              | Поцілуйко Віктор Іванович      | 02.11.2010            | вища             | позапартійний                                 | КМС −285 м. Бахмач, наладчик колійних машин                                 |